# Павлова, Анна Васильевна
Анна Васильевна Павлова (1815 — 1 июля 1877) — русская писательница, беллетристка и поэтесса; писала под псевдонимом Новинская.
Подробности её жизни, за исключением даты смерти, неизвестны. Пользовалась определённой известностью не только в Российской империи, но и за её пределами; в частности, статья о ней была включена в чешскую «Научную энциклопедию Отто».

## Творчество
- Анна Васильевна Павлова под псевдонимом Новинская поместила несколько повестей в журнале «Русский вестник»:
  - «В сорочке родилась», 1860;
  - «Мачеха», 1861;
  - «Чиновник», 1863;
  - «Вербовщики», 1866;
  - «Лисинка», 1863;
  - «Семейство Ишимских», 1864;

- в «Детском чтении»:
  - «Переходное состояние», 1865;
  - «Приключение сироты», 1865;
  - «Путевые заметки по дороге из Рязанского уезда в Данковский», 1865;

- в «Сыне Отечества»:
  - «В Сибирь», 1868;
  - «Сестра милосердия», 1869;
  - «От искорки пожар», 1869;
  - «Не знаешь, где найдёшь, где потеряешь».

Её стихотворения вышли отдельным изданием в 1870 году в Санкт-Петербурге. Кроме того, её перу принадлежит несколько переводов стихотворений Байрона, отчасти напечатанных, отчасти оставшихся в рукописи. Стихотворения переводились ей в различных стихотворных размерах (ямб, амфибрахий), иногда белым стихом.